# Греэн, Янник
Янник Греэн Крайберг (дат. Jannick Green Krejberg; род. 29 сентября 1988 года, Лемвиг) — датский гандболист, выступает за германский клуб «Магдебург» и сборную Дании. Олимпийский чемпион 2016 года, двукратный чемпион мира 2019 и 2025 годов, серебряный призёр чемпионата мира 2013 года и чемпионата Европы 2014 года.

## Карьера

### Клубная
Греэн начал профессиональную карьеру в клубе «Лемвиг Хондбол». В 2008 году Греэн перешёл в «АаБ». В составе «АаБ» Греэн выиграл чемпионат Дании в 2010 году. В 2011 году Грин перешёл в «Бьеррингбро-Силькеборг». В 2014 году Яник Грин перешёл в СК Магдебург. В 2016 году Греэн в составе «СК Магдебург» выиграл кубок Германии.

### В сборной
Греэн выступает за сборную Дании. Греэн сыграл за сборную Дании 115 матчей и забросил 2 мяча. Греэн в составе сборной Дании — летних Олимпийских игр 2016 года.

## Титулы
- Серебряный призёр чемпионата мира среди юниоров: 2009
- Чемпион Дании: 2010
- Победитель Лиги Европы ЕГФ: 2021
- Серебряный призёр чемпионата мира 2013
- Серебряный призёр чемпионата Европы 2014
- Кубок Германии: 2016
- Олимпийский чемпион 2016

## Статистика
| Сезон        | Клуб      | Лига       | Матчи | Голы | 7-метр | Голы |
| ------------ | --------- | ---------- | ----- | ---- | ------ | ---- |
| 2017/18      | Магдебург | Бундеслига | 31    | 4    | 0      | 4    |
| 2018/19      | Магдебург | Бундеслига | 34    | 1    | 0      | 1    |
| 2014-по н.в. | Итого     | Бундеслига | 65    | 5    | 0      | 5    |